# Jeorjos Koletis
Jeorjos Koletis (data urodzenia i śmierci nieznana) – grecki kolarz, uczestnik I nowożytnych Igrzysk Olimpijskich w Atenach.
Koletis wystartował na dwóch dystansach podczas kolarskiej rywalizacji w Atenach. W wyścigu na 10 kilometrów po kolizji z Aristidisem Konstandinidisem musiał się wycofać na 7 kilometrze, natomiast dwa dni wcześniej zajął 2. miejsce w wyścigu na 100 km. Pierwsze miejsce w tym wyścigu zajął Léon Flameng, a gdy Francuz finiszował, Grekowi zostało jeszcze 11 okrążeń do końca.